# Liviu Ciobotariu
Liviu Ciobotariu (Ghimpaţi, condado de Giurgiu, 26 de Março de 1971) é um ex-futebolista romeno.  Seu filho Denis Ciobotariu também é jogador de futebol.

## Carreira
Ele estreou na Divizia A no time do Progresul Bucureşti, em 1992.
Fez sua estreia na Seleção Romena de Futebol em 1997, contra a Macedônia, e representou o seu país na Copa do Mundo FIFA de 1998 e no Campeonato Europeu de Futebol de 2000. Jogou sua última partida internacional em 2001, e deixou de atuar profissionalmente em 2005.